# Die Kindervorstellung
Die Kindervorstellung (Originaltitel: Orphan’s Benefit) ist ein US-amerikanischer Zeichentrickfilm der Disney Studios aus dem Jahr 1934. In diesem Micky-Maus-Cartoon traten erstmals Micky, Donald Duck und Goofy gemeinsam auf.

## Inhalt
Micky veranstaltet für die Waisenkinder eine Theatervorstellung. Donald will dort das Gedicht von Marys kleinem Lamm vortragen und wird dabei von den Waisenkindern gestört.

## Produktionsgeschichte
Nach dem Überraschungserfolg des Silly-Symphonies-Cartoons Die kluge kleine Henne, in dem Dank Clarence Nashs unnachahmlicher Stimme der Nebencharakter Donald Duck Walt Disneys Aufmerksamkeit erregt hatte, wurde Donald nur sechs Monate später erstmals in einem Micky-Maus-Cartoon eingesetzt. Neben Donald waren mit Goofy, Rudi Ross und Klarabella Kuh drei weitere bekannte Nebenfiguren der Disney-Zeichentrickfilme vertreten. Als Operndiva hatte Henriette Huhn ihren ersten Auftritt in Die Kindervorstellung, sie war danach noch in acht weiteren Cartoons zu sehen.
Animator Richard Lundy gab Donald Duck in Die Kindervorstellung erstmals die später typische Kampfpose mit einem lang ausgestreckten Arm und trug somit entscheidend zur Gestaltung des Charakters mit bei.
1941 wurde eine Neuverfilmung in Farbe von den Disney Studios veröffentlicht. Regie führte in diesem Remake Riley Thomson.

## Synchronisation
| Rolle          | Sprecher      |
| -------------- | ------------- |
| Micky Maus     | Walt Disney   |
| Donald Duck    | Clarence Nash |
| Goofy          | Pinto Colvig  |
| Henriette Huhn | Florence Gill |